# Talanta
《Talanta》,全称《Talanta: The international journal of pure and applied analytical chemistry》,是ELSEVIER旗下，出版周期为15期每年的同行评审期刊。于1958年创刊，现任主编为Jean-Michel Kauffmann。该刊主要关注领域为纯粹分析化学和应用分析化学。除了发表研究论文，同时还发表综述文章和通讯文章。其姊妹期刊《Talanta Open》用于发表开放获取文章。2020年，影响因子（Impact factor, IF）为6.057 。

## 期刊名字
期刊名字“Talanta”一词源自希腊语“ταλαντα”本义是一个质量单位（塔兰同）。译为“天平”，源自荷马在《伊利亚特》中用这一词的复数形式来表示“一对天平”，用于测定物体或黄金为多少塔兰同。同时希腊式天平也是该期刊的标志图案。
《Talanta》创刊初打算作为有机化学领域期刊《四面体》（Tetrahedron）的姊妹期刊，并希望取一个合适的希腊单词来体现分析化学中的“分析”这一词的特点，就像源于希腊语的“Tetrahedron”体现了有机化学中碳的正四面体构型的特性一样。基于“分析化学是对构成整体的基本单元进行确定”的出发点，初步选择“Stoicheion”（希腊语：στοιχεῖον）作为期刊名字，意为“元素”。但“Stoicheion”一词拼写困难遂遭否决，最终定为“Talanta”，取“天平”之意来体现“分析”这一特性，并且与“talant”一词双关。创刊后，《自然》杂志刊登了对《Talanta》创刊的新闻。
在中国大陆地区，亦有《塔兰塔》、《天赋》等译称。